# هوندا سي إم 450 أيه
هوندا سي أم 450 أي(بالإنجليزية: Honda CM450A)‏ هي دراجة نارية من تصنيع هوندا.